# Guido Sala
Guido Sala (Lissone, 15 december 1928 - 13 april 1987) was een Italiaans motorcoureur.

## Carrière
Sala begon zijn motorsportcarrière op een Moto Morini. In 1950 behaalde hij zijn eerste zege op een Alpino. In 1951 en 1952 werd hij op een Parilla derde in de tweede divisie van het Italiaans kampioenschap wegrace. Tevens debuteerde hij in 1952 in het wereldkampioenschap wegrace, waarin hij op een MV Agusta deelnam in de 125 cc-klasse. Hij zette direct goede resultaten neer met een vierde plaats in de TT van Assen en een vijfde plaats in de Grand Prix der Naties.
Vanwege zijn goede resultaten kreeg Sala in 1954 een fabrieksmotor van MV Agusta tot zijn beschikking. Dat jaar behaalde hij zijn enige Grand Prix-overwinning in zijn thuisrace, nadat zijn teamgenoot Carlo Ubbiali door mechanische pech terugviel. In hetzelfde evenement debuteerde hij ook in het WK 250 cc, maar hierin kwam hij niet aan de finish. In 1955 nam hij enkel deel aan de 125 cc-race in Italië, waarin hij zevende werd. In 1957 reed hij op een FB Mondial in de 125 cc- en 250 cc-races van de Grand Prix der Naties; in de 125 cc werd hij zesde, terwijl hij in de 250 cc de finish niet wist te bereiken.
Na zijn motorsportcarrière stapte Sala over naar het karting. Met een Tecno als chassis en een motorblok van Parilla werd hij in 1964 gekroond tot de eerste wereldkampioen karten. In 1965 herhaalde hij dit met een motorblok van BM. In 1968 beëindigde hij zijn loopbaan als coureur en opende hij een winkel voor motorfietsen. In 1987 overleed hij op 58-jarige leeftijd na een lang ziekbed. In zijn geboorteplaats Lissone werd een straat naar hem vernoemd.